# Lasius cinereus
Lasius cinereus är en myrart som beskrevs av Seifert 1992. Lasius cinereus ingår i släktet Lasius och familjen myror. Inga underarter finns listade i Catalogue of Life.